# Gamma Geminorum
Gamma Geminorum (γ Gem; Alhena) – trzecia co do jasności gwiazda w gwiazdozbiorze Bliźniąt, odległa od Słońca o około 109 lat świetlnych.

## Nazwa
Gwiazda ta ma nazwę własną Alhena, która wywodzi się od arab. ‏الهنعة‎ al Han'āh, „piętno” lub „znamię” (na szyi wielbłąda). Inna nazwa Almeisan („dumnie maszerująca”) również pochodzi z języka arabskiego (‏المیسان‎ al Maisān). Międzynarodowa Unia Astronomiczna w 2016 roku formalnie zatwierdziła użycie nazwy Alhena dla określenia tej gwiazdy.

## Charakterystyka obserwacyjna
Gamma Geminorum to gwiazda spektroskopowo podwójna. Jej obserwowana wielkość gwiazdowa to 1,93m, a wielkość absolutna jest równa −0,68m.
W historii obserwacji Alhena była najjaśniejszą gwiazdą, przed którą przeszła planetoida – była to (381) Myrrha w 1991 roku.

## Charakterystyka fizyczna
Główny składnik to biały podolbrzym, należący do typu widmowego A1,5. Jego jasność jest 160 razy większa niż jasność Słońca, a temperatura to ok. 9200 K. Jego masa jest 2,8 raza większa od masy Słońca, a promień jest ok. 5 razy większy niż promień Słońca.
Obserwacja tranzytu planetoidy pozwoliła bezpośrednio zaobserwować towarzyszkę Alheny – prawie 200 razy słabszą gwiazdę ciągu głównego. Składnik Gamma Geminorum Ab jest podobną do Słońca gwiazdą typu widmowego G, o masie zbliżonej do masy Słońca. Krąży on po mocno wydłużonej orbicie w średniej odległości 8,5 au od podolbrzyma, a jeden obieg wspólnego środka masy zajmuje gwiazdom 12,6 roku.
Alhena ma ponadto dwóch towarzyszy optycznych: składnik B ma wielkość gwiazdową 13m i jest oddalony o 140,5 sekundy kątowej od głównej gwiazdy, a składnik C o wielkości 12,3m jest odległy o 148,1″ (według obserwacji z 2009 roku).